# Storgölen (Västra Ny socken, Östergötland)
Storgölen är en sjö i Motala kommun i Östergötland och ingår i Motala ströms huvudavrinningsområde.